# Xã Grant, Quận Cass, Iowa
Xã Grant (tiếng Anh: Grant Township) là một xã thuộc quận Cass, tiểu bang Iowa, Hoa Kỳ. Năm 2010, dân số của xã này là 1.172 người.